# Opius eros
Opius eros är en stekelart som beskrevs av Fischer 1968. Opius eros ingår i släktet Opius och familjen bracksteklar. Inga underarter finns listade i Catalogue of Life.